# Xã Aetna, Quận Barber, Kansas
Xã Aetna (tiếng Anh: Aetna Township) là một xã thuộc quận Barber, tiểu bang Kansas, Hoa Kỳ. Năm 2010, dân số của xã này là 7 người.